# Gabriel Díaz de Vara Calderón
Gabriel Díaz de Vara Calderón (Fuenlabrada, 1621-La Habana, 13 de marzo de 1676) fue el vigesimosegundo obispo de Santiago de Cuba.

## Biografía
Estudió y obtuvo el Bachiller en cánones en la Universidad de Salamanca en 1643, y se doctoró por la Universidad de Sigüenza en 1646. Pasó a Roma en 1648, y en 1653 fue canónigo de la Catedral de Ávila, donde fue Visitador General del Obispado entre 1656 y 1658, capellán de honor y juez de la Real Capilla en 1666 y administrador del hospital del Buen Suceso de Madrid.
El 14 de diciembre de 1671 fue nombrado Obispo de Cuba, siendo consagrado en la Catedral de Sevilla. Tomó posesión de la diócesis en abril de 1673, y se desplazó a Santiago de Cuba en septiembre de ese año. Realizó una amplia visita pastoral por toda la diócesis incluyendo un viaje realizado de 1674 a 1675 a la Florida.
En 1675 regresa a La Habana, y realiza una convocatoria para realizar un sínodo diocesano al año siguiente. Sin embargo, este no llega a efectuarse, tras fallecer el obispo el 13 de marzo de 1676 en La Habana, siendo enterrado en la Iglesia Parroquial Mayor de dicha ciudad.